# Чесвиница
Чесвиница је насељено место у саставу општине Стон, Дубровачко-неретванска жупанија, Република Хрватска.

## Географски положај
Чесвиница се налази на континенталном делу полуострва Пељешца, ван главног пута који повезује места на Пељешцу од Стона до Ловишта.
Становници се баве пољопривредом.

## Историја
До територијалне реорганизације у Хрватској налазила се у саставу старе општине Дубровник.

## Становништво
На попису становништва 2011. године, Чесвиница је имала 55 становника.
| Број становника по пописима | Број становника по пописима | Број становника по пописима | Број становника по пописима | Број становника по пописима | Број становника по пописима | Број становника по пописима | Број становника по пописима | Број становника по пописима | Број становника по пописима | Број становника по пописима | Број становника по пописима | Број становника по пописима | Број становника по пописима | Број становника по пописима | Број становника по пописима |
| --------------------------- | --------------------------- | --------------------------- | --------------------------- | --------------------------- | --------------------------- | --------------------------- | --------------------------- | --------------------------- | --------------------------- | --------------------------- | --------------------------- | --------------------------- | --------------------------- | --------------------------- | --------------------------- |
| 1857                        | 1869                        | 1880                        | 1890                        | 1900                        | 1910                        | 1921                        | 1931                        | 1948                        | 1953                        | 1961                        | 1971                        | 1981                        | 1991                        | 2001                        | 2011                        |
| 230                         | 222                         | 209                         | 215                         | 223                         | 232                         | 219                         | 237                         | 260                         | 225                         | 183                         | 137                         | 108                         | 87                          | 85                          | 55                          |

### Попис1991.
На попису становништва 1991. године, насељено место Чесвиница је имало 87 становника, следећег националног састава:
| Попис 1991.‍ | Попис 1991.‍ | Попис 1991.‍ | Попис 1991.‍ | Попис 1991.‍ |
| ----------- | ----------- | ----------- | ----------- | ----------- |
|             |             |             |             |             |
| Хрвати      | Хрвати      |             | 86          | 98,85%      |
| непознато   | непознато   |             | 1           | 1,14%       |
| укупно: 87  |             |             |             |             |